# Абелен (епископ Женевы)
Абелен (также Абеллен или Аппеллин; лат. Abelenus, Abellenus или лат. Appellinus; VII век) — епископ Женевы в первой половине VII века.

## Биография
Абелен — один из немногих глав Женевской епархии Тёмных веков Средневековья, упоминаемых в современных им исторических источниках. Хотя об этом епископе не сообщается в большинстве средневековых списков женевских епископов (например, в наиболее раннем из сохранившихся средневековых списков глав местной епархии, созданном в XI веке при епископе Фредерике), о его существовании известно из написанного Ионой из Боббио «Жития Колумбана» и, возможно, «Хроники» Фредегара.
О происхождении и ранних годах жизни Абелена достоверных сведений не сохранилось. Предполагается, что он мог быть тождественен упоминавшемуся Фредегаром одноимённому графу. Этот подвластный правителю Бургундии Теодориху II Абелен во время войны своего господина с королём Австразии Теодебертом II совместно с несколькими другими графами попытался отразить нападение алеманов на город Аванш. Однако бургундское войско было разгромлено в сражении около Ванген-на-Аре, потеряв много людей убитыми и пленными. Эти события датируются периодом с 609 по 611 год включительно.
Предполагается, что впоследствии Абелен принял духовный сан и не позднее середины 620-х годов получил епископскую кафедру в Женеве. Возможно, его ближайшими предшественниками здесь могли быть или Рустиций, или Патриций, участники осуществлённого в 601 или 602 году перенесения мощей святого Виктора Золотурнского. Однако существуют сомнения, что эти упоминаемые Фредегаром персоны в действительности были женевскими епископами. Предшествовавшим же Абелену достоверно известным главой Женевской епархии был живший в 580-х годах Кариеттон.
Согласно Ионе из Боббио, в 626 или 627 году Абелен оказал поддержку своему родственнику, монаху-схизматику Агрестию. Тот был ярым сторонником доктрины о Трёх главах и противником строгих монастырских правил, установленных святым Колумбаном в Люксёйском аббатстве. Посеяв раздор среди братии этой обители, Агрестий обвинил тогдашнего настоятеля Люксёйского аббатства, святого Евстахия, в нарушениях нескольких церковных канонов. Епископ Абелен попытался привлечь на свою сторону других бургундских епископов, а когда это не удалось, с помощью майордома Варнахара II, также ненавистника Евстахия, добился от франкского короля Хлотаря II согласия на проведение в Маконе церковного собора. На этом синоде Агрестий и Абелен представили свои обвинения против люксёйского аббата. Однако незадолго до начала синода майордом Варнахар II неожиданно скончался. В результате участники возглавляемого епископом Лиона Тетриком собора, несмотря на возражения Абелена, осудили схизму в Люксёйском аббатстве. Они постановили, что предводитель раскольников должен следовать уставам, введённым в монастыре святым Колумбаном, и во всём подчиняться Евстахию. Однако решением собора также и настоятелю Люксёя было приказано отказаться от некоторых обычаев, заимствованных Колумбаном из обрядов ирландской церкви (в том числе, от особого вида тонзуры).
О дальнейшей судьбе Абелена сведений не сохранилось. Следующим достоверно известным главой Женевской епархии был живший в середине VII века епископ Паппул II.